# (7614) Masatomi
(7614) Masatomi (1996 EA) – planetoida z pasa głównego asteroid okrążająca Słońce w ciągu 3,62 lat w średniej odległości 2,36 j.a. Odkryta 2 marca 1996 roku.